# قطعنامه ۲۱۴ شورای امنیت
قطعنامه  ۲۱۴ شورای امنیت سازمان ملل متحد که در تاریخ ۲۷ سپتامبر ۱۹۶۵ تصویب شد، سندی بین‌المللی دربارهٔ مسئلهٔ هند-پاکستان است. این قطعنامه طی نشست ۱۲۴۵ام 
تصویب شد.